# Nexttel
Nexttel (Viettel Cameroun), est la filiale camerounaise de l'entreprise de télécommunications vietnamienne Viettel Mobile. C'est le troisième opérateur de téléphonie mobile au Cameroun, et premier opérateur à déployer la technologie 3G dans le pays,.
L'opérateur a commencé ses activités au Cameroun en septembre 2014, deux ans après l'obtention de la troisième licence d'exploitation de la téléphonie mobile au Cameroun.  
Le capital de Nexttel, de 20 000 000 FCFA est détenu à  51 % par Viettel Mobile et à 49 % par la société Bestinver Cameroun (BestCam) du Camerounais Baba Danpullo.  
Nexttel compte en 2016, 2 000 000 d'abonnés et détient 4,66 % des parts de marché, derrière MTN Cameroun (57,04 %) et Orange Cameroun (36,83 %).
En Aout 2018, 4 ans après son entrée sur le marché, Nexttel Cameroon compte désormais 5 millions d'abonnés mais reste le troisième opérateur derrière MTN Cameroon  et Orange Cameroun,. Ce nombre passe à 2 302 628 abonnés le 1er décembre 2021.